# Interlands Roemeens voetbalelftal 2020-2029
Deze pagina toont een chronologisch en gedetailleerd overzicht van de interlands die het Roemeens voetbalelftal speelt en heeft gespeeld in de periode 2020 – 2029.

## Interlands

### 2020
|                                                                                     |                   |       |                 |                                                                                    |
| 4 september UEFA Nations League Groep B1 № 706 «onderlinge duels» 21:45 uur (UTC+3) | Roemenië          | 1 – 1 | Noord-Ierland   | Arena Națională, Boekarest Toeschouwers: 0 Scheidsrechter: François Letexier (FRA) |
| 4 september UEFA Nations League Groep B1 № 706 «onderlinge duels» 21:45 uur (UTC+3) | George Pușcaș 25' |       | 86' Gavin Whyte | Arena Națională, Boekarest Toeschouwers: 0 Scheidsrechter: François Letexier (FRA) |

|                                                                                     |                                             |       |                                                        |                                                                                  |
| 7 september UEFA Nations League Groep B1 № 707 «onderlinge duels» 20:45 uur (UTC+2) | Oostenrijk                                  | 2 – 3 | Roemenië                                               | Wörtherseestadion, Klagenfurt Toeschouwers: 0 Scheidsrechter: Glenn Nyberg (SWE) |
| 7 september UEFA Nations League Groep B1 № 707 «onderlinge duels» 20:45 uur (UTC+2) | Christoph Baumgartner 17' Karim Onisiwo 81' |       | 3' Denis Alibec 51' Dragoș Grigore 70' Alexandru Maxim | Wörtherseestadion, Klagenfurt Toeschouwers: 0 Scheidsrechter: Glenn Nyberg (SWE) |

|                                                                             |                                           |       |                            |                                                                                  |
| 8 oktober EK-kwalificatie Play-off № 708 «onderlinge duels» 18:45 uur (UTC) | IJsland                                   | 2 – 1 | Roemenië                   | Laugardalsvöllur, Reykjavik Toeschouwers: 60 Scheidsrechter: Damir Skomina (SVN) |
| 8 oktober EK-kwalificatie Play-off № 708 «onderlinge duels» 18:45 uur (UTC) | Gylfi Sigurðsson 16' Gylfi Sigurðsson 35' |       | 63' (pen.) Alexandru Maxim | Laugardalsvöllur, Reykjavik Toeschouwers: 60 Scheidsrechter: Damir Skomina (SVN) |

|                                                                                    |                                                                                                  |       |          |                                                                             |
| 11 oktober UEFA Nations League Groep B1 № 709 «onderlinge duels» 18:00 uur (UTC+2) | Noorwegen                                                                                        | 4 – 0 | Roemenië | Ullevaalstadion, Oslo Toeschouwers: 200 Scheidsrechter: Ivan Kružliak (SVK) |
| 11 oktober UEFA Nations League Groep B1 № 709 «onderlinge duels» 18:00 uur (UTC+2) | Erling Braut Haaland 13' Alexander Sørloth 39' Erling Braut Haaland 64' Erling Braut Haaland 74' |       |          | Ullevaalstadion, Oslo Toeschouwers: 200 Scheidsrechter: Ivan Kružliak (SVK) |

|                                                                                    |          |                       |            |                                                                                   |
| 14 oktober UEFA Nations League Groep B1 № 710 «onderlinge duels» 21:45 uur (UTC+3) | Roemenië | 0 – 1                 | Oostenrijk | Ilie Oanăstadion, Ploiești Toeschouwers: 0 Scheidsrechter: Daniel Stefański (POL) |
| 14 oktober UEFA Nations League Groep B1 № 710 «onderlinge duels» 21:45 uur (UTC+3) |          | 76' Alessandro Schöpf |            | Ilie Oanăstadion, Ploiești Toeschouwers: 0 Scheidsrechter: Daniel Stefański (POL) |

|                                                                          | |       |                                                               |                                                                                 |
| 11 november Vriendschappelijk № 711 «onderlinge duels» 19:00 uur (UTC+2) | Roemenië                                                                                              | 5 – 3 | Wit-Rusland                                                   | Ilie Oanăstadion, Ploiești Toeschouwers: 0 Scheidsrechter: Georgi Kabakov (BUL) |
| 11 november Vriendschappelijk № 711 «onderlinge duels» 19:00 uur (UTC+2) | Bogdan Mitrea 11' Răzvan Marin 20' (pen.) Ionuţ Nedelcearu 31' George Pușcaș 44' Ionuţ Nedelcearu 55' |       | 63' Joery Kendysj 80' Ivan Bachar 90+2' Oeladislaw Klimovitsj | Ilie Oanăstadion, Ploiești Toeschouwers: 0 Scheidsrechter: Georgi Kabakov (BUL) |

|                                                                               |          |                  |           |                                                                |
| 15 november UEFA Nations League Groep B1 «onderlinge duels» 21:45 uur (UTC+2) | Roemenië | 3 – 0 r Afgelast | Noorwegen | Arena Națională, Boekarest Scheidsrechter: Ali Palabıyık (TUR) |
| 15 november UEFA Nations League Groep B1 «onderlinge duels» 21:45 uur (UTC+2) |          |                  |           | Arena Națională, Boekarest Scheidsrechter: Ali Palabıyık (TUR) |

|                                                                                   |                |       |                   |                                                                                |
| 18 november UEFA Nations League Groep B1 № 712 «onderlinge duels» 19:45 uur (UTC) | Noord-Ierland  | 1 – 1 | Roemenië          | Windsor Park, Belfast Toeschouwers: 1.060 Scheidsrechter: Sandro Schärer (SUI) |
| 18 november UEFA Nations League Groep B1 № 712 «onderlinge duels» 19:45 uur (UTC) | Liam Boyce 56' |       | 81' Eric Bicfalvi | Windsor Park, Belfast Toeschouwers: 1.060 Scheidsrechter: Sandro Schärer (SUI) |

### 2021
|                                                                             |                                                       |       |                                            |                                                                                  |
| 25 maart WK-kwalificatie Groep J № 713 «onderlinge duels» 21:45 uur (UTC+2) | Roemenië                                              | 3 – 2 | Noord-Macedonië                            | Arena Națională, Boekarest Toeschouwers: 0 Scheidsrechter: Fábio Veríssimo (POR) |
| 25 maart WK-kwalificatie Groep J № 713 «onderlinge duels» 21:45 uur (UTC+2) | Florin Tănase 28' Valentin Mihăilă 50' Ianis Hagi 86' |       | 82' Arijan Ademi 83' Aleksandar Trajkovski | Arena Națională, Boekarest Toeschouwers: 0 Scheidsrechter: Fábio Veríssimo (POR) |

|                                                                             |          |                  |           |                                                                                 |
| 28 maart WK-kwalificatie Groep J № 714 «onderlinge duels» 21:45 uur (UTC+3) | Roemenië | 0 – 1            | Duitsland | Arena Națională, Boekarest Toeschouwers: 0 Scheidsrechter: Clément Turpin (FRA) |
| 28 maart WK-kwalificatie Groep J № 714 «onderlinge duels» 21:45 uur (UTC+3) |          | 17' Serge Gnabry |           | Arena Națională, Boekarest Toeschouwers: 0 Scheidsrechter: Clément Turpin (FRA) |

|                                                                             |                                                                         |       |                                               | |
| 31 maart WK-kwalificatie Groep J № 715 «onderlinge duels» 20:00 uur (UTC+4) | Armenië                                                                 | 3 – 2 | Roemenië                                      | Republikeins Stadion Vazgen Sargsian, Jerevan Toeschouwers: 4.300 Scheidsrechter: Andris Treimanis (LVA) |
| 31 maart WK-kwalificatie Groep J № 715 «onderlinge duels» 20:00 uur (UTC+4) | Edoeard Spertsjan 56' Varazdat Harojan 87' Tigran Barseghjan 89' (pen.) |       | 62' Alexandru Cicâldău 72' Alexandru Cicâldău | Republikeins Stadion Vazgen Sargsian, Jerevan Toeschouwers: 4.300 Scheidsrechter: Andris Treimanis (LVA) |

|                                                                     |                 |       |                                                |                                                                                              |
| 2 juni Vriendschappelijk № 716 «onderlinge duels» 21:45 uur (UTC+3) | Roemenië        | 1 – 2 | Georgië                                        | Ilie Oanăstadion, Ploiești Toeschouwers: 1.000 Scheidsrechter: Anastasios Sidiropoulos (GRE) |
| 2 juni Vriendschappelijk № 716 «onderlinge duels» 21:45 uur (UTC+3) | Andrei Ivan 78' |       | 61' Georges Mikautadze 71' Giorgi Aboerdzjania | Ilie Oanăstadion, Ploiești Toeschouwers: 1.000 Scheidsrechter: Anastasios Sidiropoulos (GRE) |

|                                                                     |                     |       |          |                                                                                          |
| 6 juni Vriendschappelijk № 717 «onderlinge duels» 17:00 uur (UTC+1) | Engeland            | 1 – 0 | Roemenië | Riverside Stadium, Middlesbrough Toeschouwers: 6.952 Scheidsrechter: Tiago Martins (POR) |
| 6 juni Vriendschappelijk № 717 «onderlinge duels» 17:00 uur (UTC+1) | Marcus Rashford 68' |       |          | Riverside Stadium, Middlesbrough Toeschouwers: 6.952 Scheidsrechter: Tiago Martins (POR) |

|                                                                              |         |                                    |          | |
| 2 september WK-kwalificatie Groep J № 718 «onderlinge duels» 18:45 uur (UTC) | IJsland | 0 – 2                              | Roemenië | Laugardalsvöllur, Reykjavik Toeschouwers: 1.961 Scheidsrechter: Aleksej Koelbakov (BLR) Video-assistent: Vitali Mesjkov (RUS) |
| 2 september WK-kwalificatie Groep J № 718 «onderlinge duels» 18:45 uur (UTC) |         | 47' Dennis Man 83' Nicolae Stanciu |          | Laugardalsvöllur, Reykjavik Toeschouwers: 1.961 Scheidsrechter: Aleksej Koelbakov (BLR) Video-assistent: Vitali Mesjkov (RUS) |

|                                                                                |                                   |       |               | |
| 5 september WK-kwalificatie Groep J № 719 «onderlinge duels» 21:45 uur (UTC+3) | Roemenië                          | 2 – 0 | Liechtenstein | Arena Națională, Boekarest Toeschouwers: 9.404 Scheidsrechter: Kateryna Monzoel (UKR) Video-assistent: Jevhen Aranovsky (UKR) |
| 5 september WK-kwalificatie Groep J № 719 «onderlinge duels» 21:45 uur (UTC+3) | Alin Toșca 11' Cristian Manea 18' |       |               | Arena Națională, Boekarest Toeschouwers: 9.404 Scheidsrechter: Kateryna Monzoel (UKR) Video-assistent: Jevhen Aranovsky (UKR) |

|                                                                                |                 |       |          | |
| 8 september WK-kwalificatie Groep J № 720 «onderlinge duels» 20:45 uur (UTC+2) | Noord-Macedonië | 0 – 0 | Roemenië | Toše Proeskiarena, Skopje Toeschouwers: 5.260 Scheidsrechter: Antonio Mateu Lahoz (ESP) Video-assistent: Juan Martínez Munuera (ESP) |
| 8 september WK-kwalificatie Groep J № 720 «onderlinge duels» 20:45 uur (UTC+2) |                 |       |          | Toše Proeskiarena, Skopje Toeschouwers: 5.260 Scheidsrechter: Antonio Mateu Lahoz (ESP) Video-assistent: Juan Martínez Munuera (ESP) |

|                                                                              |                                    |       |               | |
| 8 oktober WK-kwalificatie Groep J № 721 «onderlinge duels» 20:45 uur (UTC+2) | Duitsland                          | 2 – 1 | Roemenië      | Volksparkstadion, Hamburg Toeschouwers: 25.000 Scheidsrechter: Cüneyt Çakır (TUR) Video-assistent: Mete Kalkavan (TUR) |
| 8 oktober WK-kwalificatie Groep J № 721 «onderlinge duels» 20:45 uur (UTC+2) | Serge Gnabry 52' Thomas Müller 81' |       | 9' Ianis Hagi | Volksparkstadion, Hamburg Toeschouwers: 25.000 Scheidsrechter: Cüneyt Çakır (TUR) Video-assistent: Mete Kalkavan (TUR) |

|                                                                               |                       |       |         | |
| 11 oktober WK-kwalificatie Groep J № 722 «onderlinge duels» 21:45 uur (UTC+3) | Roemenië              | 1 – 0 | Armenië | Stadionul Steaua, Boekarest Toeschouwers: 13.576 Scheidsrechter: Daniele Orsato (ITA) Video-assistent: Maurizio Mariani (ITA) |
| 11 oktober WK-kwalificatie Groep J № 722 «onderlinge duels» 21:45 uur (UTC+3) | Alexandru Mitriță 26' |       |         | Stadionul Steaua, Boekarest Toeschouwers: 13.576 Scheidsrechter: Daniele Orsato (ITA) Video-assistent: Maurizio Mariani (ITA) |

|                                                                                |          |       |         | |
| 11 november WK-kwalificatie Groep J № 723 «onderlinge duels» 21:45 uur (UTC+2) | Roemenië | 0 – 0 | IJsland | Stadionul Steaua, Boekarest Toeschouwers: 0 Scheidsrechter: Sergej Karasjov (RUS) Video-assistent: Vitali Mesjkov (RUS) |
| 11 november WK-kwalificatie Groep J № 723 «onderlinge duels» 21:45 uur (UTC+2) |          |       |         | Stadionul Steaua, Boekarest Toeschouwers: 0 Scheidsrechter: Sergej Karasjov (RUS) Video-assistent: Vitali Mesjkov (RUS) |

|                                                                                |               |                                 |          | |
| 14 november WK-kwalificatie Groep J № 724 «onderlinge duels» 18:00 uur (UTC+1) | Liechtenstein | 0 – 2                           | Roemenië | Rheinparkstadion, Vaduz Toeschouwers: 2.237 Scheidsrechter: Matej Jug (SVN) Video-assistent: Nejc Kajtazović (SVN) |
| 14 november WK-kwalificatie Groep J № 724 «onderlinge duels» 18:00 uur (UTC+1) |               | 8' Dennis Man 87' Nicușor Bancu |          | Rheinparkstadion, Vaduz Toeschouwers: 2.237 Scheidsrechter: Matej Jug (SVN) Video-assistent: Nejc Kajtazović (SVN) |

### 2022
|                                                                       |          |                         |             | |
| 25 maart Vriendschappelijk № 725 «onderlinge duels» 20:15 uur (UTC+2) | Roemenië | 0 – 1                   | Griekenland | Stadionul Steaua, Boekarest Toeschouwers: 20.000 Scheidsrechter: Ricardo de Burgos Bengoetxea (ESP) |
| 25 maart Vriendschappelijk № 725 «onderlinge duels» 20:15 uur (UTC+2) |          | 39' Andreas Bouchalakis |             | Stadionul Steaua, Boekarest Toeschouwers: 20.000 Scheidsrechter: Ricardo de Burgos Bengoetxea (ESP) |

|                                                                       |                                     |       |                                       |                                                                                    |
| 29 maart Vriendschappelijk № 726 «onderlinge duels» 20:45 uur (UTC+3) | Israël                              | 2 – 2 | Roemenië                              | Netanjastadion, Netanja Toeschouwers: 6.970 Scheidsrechter: Daniel Stefański (POL) |
| 29 maart Vriendschappelijk № 726 «onderlinge duels» 20:45 uur (UTC+3) | Moanes Dabour 57' Moanes Dabour 85' |       | 10' Alexandru Cicâldău 23' Dennis Man | Netanjastadion, Netanja Toeschouwers: 6.970 Scheidsrechter: Daniel Stefański (POL) |

|                                                                                |                                      |       |          | |
| 4 juni UEFA Nations League Groep B3 № 727 «onderlinge duels» 20:45 uur (UTC+2) | Montenegro                           | 2 – 0 | Roemenië | Pod Goricomstadion, Podgorica Toeschouwers: 3.998 Scheidsrechter: Andreas Ekberg (SWE) Video-assistent: Luís Godinho (POR) |
| 4 juni UEFA Nations League Groep B3 № 727 «onderlinge duels» 20:45 uur (UTC+2) | Stefan Mugoša 66' Marko Vukčević 87' |       |          | Pod Goricomstadion, Podgorica Toeschouwers: 3.998 Scheidsrechter: Andreas Ekberg (SWE) Video-assistent: Luís Godinho (POR) |

|                                                                                |                       |       |          | |
| 7 juni UEFA Nations League Groep B3 № 728 «onderlinge duels» 20:45 uur (UTC+2) | Bosnië en Herzegovina | 1 – 0 | Roemenië | Bilino Polje, Zenica Toeschouwers: 4.500 Scheidsrechter: Sascha Stegemann (GER) Video-assistent: Benjamin Brand (GER) |
| 7 juni UEFA Nations League Groep B3 № 728 «onderlinge duels» 20:45 uur (UTC+2) | Smail Prevljak 68'    |       |          | Bilino Polje, Zenica Toeschouwers: 4.500 Scheidsrechter: Sascha Stegemann (GER) Video-assistent: Benjamin Brand (GER) |

|                                                                                 |                   |       |         | |
| 11 juni UEFA Nations League Groep B3 № 729 «onderlinge duels» 21:45 uur (UTC+3) | Roemenië          | 1 – 0 | Finland | Rapid-Giuleștistadion, Boekarest Toeschouwers: 11.503 Scheidsrechter: Harald Lechner (AUT) Video-assistent: Christian Dingert (GER) |
| 11 juni UEFA Nations League Groep B3 № 729 «onderlinge duels» 21:45 uur (UTC+3) | Nicușor Bancu 30' |       |         | Rapid-Giuleștistadion, Boekarest Toeschouwers: 11.503 Scheidsrechter: Harald Lechner (AUT) Video-assistent: Christian Dingert (GER) |

|                                                                                 |          |                                                       |            | |
| 14 juni UEFA Nations League Groep B3 № 730 «onderlinge duels» 21:45 uur (UTC+3) | Roemenië | 0 – 3                                                 | Montenegro | Rapid-Giuleștistadion, Boekarest Toeschouwers: 11.657 Scheidsrechter: João Pinheiro (POR) Video-assistent: Tiago Martins (POR) |
| 14 juni UEFA Nations League Groep B3 № 730 «onderlinge duels» 21:45 uur (UTC+3) |          | 43' Stefan Mugoša 56' Stefan Mugoša 63' Stefan Mugoša |            | Rapid-Giuleștistadion, Boekarest Toeschouwers: 11.657 Scheidsrechter: João Pinheiro (POR) Video-assistent: Tiago Martins (POR) |

|                                                                                      |                 |       |                   | |
| 23 september UEFA Nations League Groep B3 № 731 «onderlinge duels» 21:45 uur (UTC+3) | Finland         | 1 – 1 | Roemenië          | Olympisch Stadion, Helsinki Toeschouwers: 20.130 Scheidsrechter: Carlos del Cerro Grande (ESP) Video-assistent: Xavier Estrada (ESP) |
| 23 september UEFA Nations League Groep B3 № 731 «onderlinge duels» 21:45 uur (UTC+3) | Teemu Pukki 12' |       | 52' Florin Tănase | Olympisch Stadion, Helsinki Toeschouwers: 20.130 Scheidsrechter: Carlos del Cerro Grande (ESP) Video-assistent: Xavier Estrada (ESP) |

|                                                                                      |                                                                     |       |                | |
| 26 september UEFA Nations League Groep B3 № 732 «onderlinge duels» 21:45 uur (UTC+3) | Roemenië                                                            | 4 – 1 | Bosnië en Her. | Rapid-Giuleștistadion, Boekarest Toeschouwers: 12.693 Scheidsrechter: Halil Umut Meler (TUR) Video-assistent: Mete Kalkavan (TUR) |
| 26 september UEFA Nations League Groep B3 № 732 «onderlinge duels» 21:45 uur (UTC+3) | Dennis Man 38' George Pușcaș 73' Andrei Rațiu 79' George Pușcaș 86' |       | 77' Edin Džeko | Rapid-Giuleștistadion, Boekarest Toeschouwers: 12.693 Scheidsrechter: Halil Umut Meler (TUR) Video-assistent: Mete Kalkavan (TUR) |

|                                                                          |                  |       |                                      |                                                                                   |
| 17 november Vriendschappelijk № 733 «onderlinge duels» 18:30 uur (UTC+2) | Roemenië         | 1 – 2 | Slovenië                             | Cluj Arena, Cluj-Napoca Toeschouwers: 6.845 Scheidsrechter: Nicolas Laforge (BEL) |
| 17 november Vriendschappelijk № 733 «onderlinge duels» 18:30 uur (UTC+2) | Denis Drăguș 64' |       | 26' Benjamin Šeško 32' Andraž Šporar | Cluj Arena, Cluj-Napoca Toeschouwers: 6.845 Scheidsrechter: Nicolas Laforge (BEL) |

|                                                                          |          | |          |                                                                                      |
| 20 november Vriendschappelijk № 734 «onderlinge duels» 20:30 uur (UTC+2) | Moldavië | 0 – 5                                                                                                 | Roemenië | Zimbrustadion, Chisinau Toeschouwers: 6.145 Scheidsrechter: Yaşar Kemal Uğurlu (TUR) |
| 20 november Vriendschappelijk № 734 «onderlinge duels» 20:30 uur (UTC+2) |          | 9' Olimpiu Moruțan 40' Denis Drăguș 60' Alexandru Cicâldău 71' (pen.) Daniel Paraschiv 88' Adrián Rus |          | Zimbrustadion, Chisinau Toeschouwers: 6.145 Scheidsrechter: Yaşar Kemal Uğurlu (TUR) |

### 2023
|                                                                             |         |                                 |          | |
| 25 maart EK-kwalificatie Groep I № 735 «onderlinge duels» 20:45 uur (UTC+1) | Andorra | 0 – 2                           | Roemenië | Estadi Nacional, Andorra la Vella Toeschouwers: 2.927 Scheidsrechter: Dario Bel (CRO) Video-assistent: Paolo Valeri (ITA) |
| 25 maart EK-kwalificatie Groep I № 735 «onderlinge duels» 20:45 uur (UTC+1) |         | 35' Dennis Man 50' Denis Alibec |          | Estadi Nacional, Andorra la Vella Toeschouwers: 2.927 Scheidsrechter: Dario Bel (CRO) Video-assistent: Paolo Valeri (ITA) |

|                                                                             |                                      |       |                         | |
| 28 maart EK-kwalificatie Groep I № 736 «onderlinge duels» 21:45 uur (UTC+3) | Roemenië                             | 2 – 1 | Wit-Rusland             | Arena Națională, Boekarest Toeschouwers: 27.837 Scheidsrechter: Allard Lindhout (NED) Video-assistent: Dennis Higler (NED) |
| 28 maart EK-kwalificatie Groep I № 736 «onderlinge duels» 21:45 uur (UTC+3) | Nicolae Stanciu 17' Andrei Burcă 19' |       | 86' Oeladzislaw Marozaw | Arena Națională, Boekarest Toeschouwers: 27.837 Scheidsrechter: Allard Lindhout (NED) Video-assistent: Dennis Higler (NED) |

|                                                                            |        |       |          | |
| 16 juni EK-kwalificatie Groep I № 737 «onderlinge duels» 20:45 uur (UTC+2) | Kosovo | 0 – 0 | Roemenië | Fadil Vokrristadion, Pristina Toeschouwers: 11.000 Scheidsrechter: Danny Makkelie (NED) Video-assistent: Clay Ruperti (NED) |
| 16 juni EK-kwalificatie Groep I № 737 «onderlinge duels» 20:45 uur (UTC+2) |        |       |          | Fadil Vokrristadion, Pristina Toeschouwers: 11.000 Scheidsrechter: Danny Makkelie (NED) Video-assistent: Clay Ruperti (NED) |

|                                                                            |                                   |       |                                             | |
| 19 juni EK-kwalificatie Groep I № 738 «onderlinge duels» 20:45 uur (UTC+2) | Zwitserland                       | 2 – 2 | Roemenië                                    | Swissporarena, Luzern Toeschouwers: 14.400 Scheidsrechter: Daniele Orsato (ITA) Video-assistent: Maurizio Mariani (ITA) |
| 19 juni EK-kwalificatie Groep I № 738 «onderlinge duels» 20:45 uur (UTC+2) | Zeki Amdouni 28' Zeki Amdouni 41' |       | 89' Valentin Mihăilă 90+2' Valentin Mihăilă | Swissporarena, Luzern Toeschouwers: 14.400 Scheidsrechter: Daniele Orsato (ITA) Video-assistent: Maurizio Mariani (ITA) |

|                                                                                |                  |       |                  | |
| 9 september EK-kwalificatie Groep I № 739 «onderlinge duels» 21:45 uur (UTC+3) | Roemenië         | 1 – 1 | Israël           | Arena Națională, Boekarest Toeschouwers: 49.193 Scheidsrechter: Slavko Vinčić (SVN) Video-assistent: Nejc Kajtazović (SVN) |
| 9 september EK-kwalificatie Groep I № 739 «onderlinge duels» 21:45 uur (UTC+3) | Denis Alibec 27' |       | 53' Oscar Gloukh | Arena Națională, Boekarest Toeschouwers: 49.193 Scheidsrechter: Slavko Vinčić (SVN) Video-assistent: Nejc Kajtazović (SVN) |

|                                                                                 |                                            |       |        | |
| 12 september EK-kwalificatie Groep I № 740 «onderlinge duels» 21:45 uur (UTC+3) | Roemenië                                   | 2 – 0 | Kosovo | Arena Națională, Boekarest Toeschouwers: 29.982 Scheidsrechter: Willy Delajod (FRA) Video-assistent: Benoît Millot (FRA) |
| 12 september EK-kwalificatie Groep I № 740 «onderlinge duels» 21:45 uur (UTC+3) | Nicolae Stanciu 83' Valentin Mihăilă 90+3' |       |        | Arena Națională, Boekarest Toeschouwers: 29.982 Scheidsrechter: Willy Delajod (FRA) Video-assistent: Benoît Millot (FRA) |

|                                                                               |             |       |          | |
| 12 oktober EK-kwalificatie Groep I № 741 «onderlinge duels» 20:45 uur (UTC+2) | Wit-Rusland | 0 – 0 | Roemenië | Szusza Ferencstadion, Boedapest (Hongarije) Toeschouwers: 0 Scheidsrechter: Espen Eskås (NOR) Video-assistent: Guillermo Cuadra Fernández (ESP) |
| 12 oktober EK-kwalificatie Groep I № 741 «onderlinge duels» 20:45 uur (UTC+2) |             |       |          | Szusza Ferencstadion, Boedapest (Hongarije) Toeschouwers: 0 Scheidsrechter: Espen Eskås (NOR) Video-assistent: Guillermo Cuadra Fernández (ESP) |

|                                                                               |                                                                               |       |         | |
| 15 oktober EK-kwalificatie Groep I № 742 «onderlinge duels» 21:45 uur (UTC+3) | Roemenië                                                                      | 4 – 0 | Andorra | Arena Națională, Boekarest Toeschouwers: 21.723 Scheidsrechter: Kristo Tohver (EST) Video-assistent: Pascal Müller (GER) |
| 15 oktober EK-kwalificatie Groep I № 742 «onderlinge duels» 21:45 uur (UTC+3) | Nicolae Stanciu 23' Ianis Hagi 28' Răzvan Marin 44' (pen.) Florinel Coman 50' |       |         | Arena Națională, Boekarest Toeschouwers: 21.723 Scheidsrechter: Kristo Tohver (EST) Video-assistent: Pascal Müller (GER) |

|                                                                                |                |       |                                  | |
| 18 november EK-kwalificatie Groep I № 743 «onderlinge duels» 20:45 uur (UTC+1) | Israël         | 1 – 2 | Roemenië                         | Pancho Arena, Felcsút (Hongarije) Toeschouwers: 2.921 Scheidsrechter: François Letexier (FRA) Video-assistent: Jérôme Brisard (FRA) |
| 18 november EK-kwalificatie Groep I № 743 «onderlinge duels» 20:45 uur (UTC+1) | Eran Zahavi 2' |       | 10' George Pușcaș 63' Ianis Hagi | Pancho Arena, Felcsút (Hongarije) Toeschouwers: 2.921 Scheidsrechter: François Letexier (FRA) Video-assistent: Jérôme Brisard (FRA) |

|                                                                                |                  |       |             | |
| 21 november EK-kwalificatie Groep I № 744 «onderlinge duels» 21:45 uur (UTC+2) | Roemenië         | 1 – 0 | Zwitserland | Arena Națională, Boekarest Toeschouwers: 50.244 Scheidsrechter: Davide Massa (ITA) Video-assistent: Massimiliano Irrati (ITA) |
| 21 november EK-kwalificatie Groep I № 744 «onderlinge duels» 21:45 uur (UTC+2) | Denis Alibec 50' |       |             | Arena Națională, Boekarest Toeschouwers: 50.244 Scheidsrechter: Davide Massa (ITA) Video-assistent: Massimiliano Irrati (ITA) |

### 2024
|                                                                       |                |       |               |                                                                                           |
| 22 maart Vriendschappelijk № 745 «onderlinge duels» 21:45 uur (UTC+2) | Roemenië       | 1 – 1 | Noord-Ierland | Arena Națională, Boekarest Toeschouwers: 30.439 Scheidsrechter: Kristoffer Karlsson (SWE) |
| 22 maart Vriendschappelijk № 745 «onderlinge duels» 21:45 uur (UTC+2) | Dennis Man 23' |       | 7' Jamie Reid | Arena Națională, Boekarest Toeschouwers: 30.439 Scheidsrechter: Kristoffer Karlsson (SWE) |

|                                                                       |                                                   |       |                                    |                                                                                               |
| 26 maart Vriendschappelijk № 746 «onderlinge duels» 20:30 uur (UTC+1) | Colombia                                          | 3 – 2 | Roemenië                           | Estadio Metropolitano, Madrid Toeschouwers: 35.940 Scheidsrechter: Alejandro Muñiz Ruiz (ESP) |
| 26 maart Vriendschappelijk № 746 «onderlinge duels» 20:30 uur (UTC+1) | Jhon Córdoba 6' Jhon Arias 36' Yáser Asprilla 80' |       | 84' Ianis Hagi 90+4' Florin Tănase | Estadio Metropolitano, Madrid Toeschouwers: 35.940 Scheidsrechter: Alejandro Muñiz Ruiz (ESP) |

|                                                                     |          |       |           |                                                                                         |
| 4 juni Vriendschappelijk № 747 «onderlinge duels» 21:30 uur (UTC+3) | Roemenië | 0 – 0 | Bulgarije | Stadionul Steaua, Boekarest Toeschouwers: 19.024 Scheidsrechter: Atilla Karaoğlan (TUR) |
| 4 juni Vriendschappelijk № 747 «onderlinge duels» 21:30 uur (UTC+3) |          |       |           | Stadionul Steaua, Boekarest Toeschouwers: 19.024 Scheidsrechter: Atilla Karaoğlan (TUR) |

|                                                                     |          |       |               |                                                                                          |
| 7 juni Vriendschappelijk № 748 «onderlinge duels» 21:00 uur (UTC+3) | Roemenië | 0 – 0 | Liechtenstein | Stadionul Steaua, Boekarest Toeschouwers: 25.097 Scheidsrechter: Menelaos Antoniou (CYP) |
| 7 juni Vriendschappelijk № 748 «onderlinge duels» 21:00 uur (UTC+3) |          |       |               | Stadionul Steaua, Boekarest Toeschouwers: 25.097 Scheidsrechter: Menelaos Antoniou (CYP) |

| EK 2024 |
| ------- |

|                                                                         |                                                       |       |          | |
| 17 juni EK-eindronde Groep E № 749 «onderlinge duels» 15:00 uur (UTC+2) | Roemenië                                              | 3 – 0 | Oekraïne | Allianz Arena, München Toeschouwers: 61.591 Scheidsrechter: Glenn Nyberg (SWE) Video-assistent: Rob Dieperink (NED) |
| 17 juni EK-eindronde Groep E № 749 «onderlinge duels» 15:00 uur (UTC+2) | Nicolae Stanciu 29' Răzvan Marin 53' Denis Drăguș 57' |       |          | Allianz Arena, München Toeschouwers: 61.591 Scheidsrechter: Glenn Nyberg (SWE) Video-assistent: Rob Dieperink (NED) |

|                                                                         |                                        |       |          | |
| 22 juni EK-eindronde Groep E № 750 «onderlinge duels» 21:00 uur (UTC+2) | België                                 | 2 – 0 | Roemenië | RheinEnergieStadion, Keulen Toeschouwers: 42.535 Scheidsrechter: Szymon Marciniak (POL) Video-assistent: Tomasz Kwiatkowski (POL) |
| 22 juni EK-eindronde Groep E № 750 «onderlinge duels» 21:00 uur (UTC+2) | Youri Tielemans 2' Kevin De Bruyne 80' |       |          | RheinEnergieStadion, Keulen Toeschouwers: 42.535 Scheidsrechter: Szymon Marciniak (POL) Video-assistent: Tomasz Kwiatkowski (POL) |

|                                                                         |                 |       |                         | |
| 26 juni EK-eindronde Groep E № 751 «onderlinge duels» 18:00 uur (UTC+2) | Slowakije       | 1 – 1 | Roemenië                | Deutsche Bank Park, Frankfurt am Main Toeschouwers: 45.033 Scheidsrechter: Daniel Siebert (GER) Video-assistent: Bastian Dankert (GER) |
| 26 juni EK-eindronde Groep E № 751 «onderlinge duels» 18:00 uur (UTC+2) | Ondrej Duda 24' |       | 37' (pen.) Răzvan Marin | Deutsche Bank Park, Frankfurt am Main Toeschouwers: 45.033 Scheidsrechter: Daniel Siebert (GER) Video-assistent: Bastian Dankert (GER) |

|                                                                               |          |                                                      |           | |
| 2 juli EK-eindronde Achtste finale № 752 «onderlinge duels» 18:00 uur (UTC+2) | Roemenië | 0 – 3                                                | Nederland | Allianz Arena, München Toeschouwers: 65.012 Scheidsrechter: Felix Zwayer (GER) Video-assistent: Bastian Dankert (GER) |
| 2 juli EK-eindronde Achtste finale № 752 «onderlinge duels» 18:00 uur (UTC+2) |          | 20' Cody Gakpo 83' Donyell Malen 90+3' Donyell Malen |           | Allianz Arena, München Toeschouwers: 65.012 Scheidsrechter: Felix Zwayer (GER) Video-assistent: Bastian Dankert (GER) |

|  |  |  |  |  |  |  |  |  |

|                                                                                     |        |                                                         |          | |
| 6 september UEFA Nations League Groep C2 № 753 «onderlinge duels» 20:45 uur (UTC+2) | Kosovo | 0 – 3                                                   | Roemenië | Fadil Vokrristadion, Pristina Toeschouwers: 12.872 Scheidsrechter: Aliyar Ağayev (AZE) Video-assistent: Luca Pairetto (ITA) |
| 6 september UEFA Nations League Groep C2 № 753 «onderlinge duels» 20:45 uur (UTC+2) |        | 40' Dennis Man 51' (pen.) Răzvan Marin 82' Denis Drăguș |          | Fadil Vokrristadion, Pristina Toeschouwers: 12.872 Scheidsrechter: Aliyar Ağayev (AZE) Video-assistent: Luca Pairetto (ITA) |

|                                                                                     |                                                                 |       |                    | |
| 9 september UEFA Nations League Groep C2 № 754 «onderlinge duels» 21:45 uur (UTC+3) | Roemenië                                                        | 3 – 1 | Litouwen           | Stadionul Steaua, Boekarest Toeschouwers: 28.168 Scheidsrechter: Rade Obrenovič (SVN) Video-assistent: Nejc Kajtazović (SVN) |
| 9 september UEFA Nations League Groep C2 № 754 «onderlinge duels» 21:45 uur (UTC+3) | Valentin Mihăilă 4' Răzvan Marin 87' (pen.) Ionuț Mitriță 90+2' |       | 34' Armandas Kučys | Stadionul Steaua, Boekarest Toeschouwers: 28.168 Scheidsrechter: Rade Obrenovič (SVN) Video-assistent: Nejc Kajtazović (SVN) |

|                                                                                    |        |                                                          |          | |
| 12 oktober UEFA Nations League Groep C2 № 755 «onderlinge duels» 21:45 uur (UTC+3) | Cyprus | 0 – 3                                                    | Roemenië | AEK Arena - Georgios Karapatakis, Larnaca Toeschouwers: 6.092 Scheidsrechter: Sascha Stegemann (GER) Video-assistent: Bastian Dankert (GER) |
| 12 oktober UEFA Nations League Groep C2 № 755 «onderlinge duels» 21:45 uur (UTC+3) |        | 16' Dennis Man 25' (pen.) Răzvan Marin 36' Radu Drăgușin |          | AEK Arena - Georgios Karapatakis, Larnaca Toeschouwers: 6.092 Scheidsrechter: Sascha Stegemann (GER) Video-assistent: Bastian Dankert (GER) |

|                                                                                    |                          |       |                                          | |
| 15 oktober UEFA Nations League Groep C2 № 756 «onderlinge duels» 21:45 uur (UTC+3) | Litouwen                 | 1 – 2 | Roemenië                                 | S. Dariaus- en S. Girėnostadion, Kaunas Toeschouwers: 2.585 Scheidsrechter: Nick Walsh (SCO) Video-assistent: John Beaton (SCO) |
| 15 oktober UEFA Nations League Groep C2 № 756 «onderlinge duels» 21:45 uur (UTC+3) | Armandas Kučys 7' (pen.) |       | 18' (pen.) Răzvan Marin 65' Denis Drăguș | S. Dariaus- en S. Girėnostadion, Kaunas Toeschouwers: 2.585 Scheidsrechter: Nick Walsh (SCO) Video-assistent: John Beaton (SCO) |

|                                                                                     |          |               |        | |
| 15 november UEFA Nations League Groep C2 № 757 «onderlinge duels» 21:45 uur (UTC+2) | Roemenië | 3 – 0 r gest. | Kosovo | Arena Națională, Boekarest Toeschouwers: 48.957 Scheidsrechter: Morten Krogh (DEN) Video-assistent: Jakob Kehlet (DEN) |
| 15 november UEFA Nations League Groep C2 № 757 «onderlinge duels» 21:45 uur (UTC+2) |          |               |        | Arena Națională, Boekarest Toeschouwers: 48.957 Scheidsrechter: Morten Krogh (DEN) Video-assistent: Jakob Kehlet (DEN) |

|                                                                                     |                                                                         |       |                    | |
| 18 november UEFA Nations League Groep C2 № 758 «onderlinge duels» 21:45 uur (UTC+2) | Roemenië                                                                | 4 – 1 | Cyprus             | Arena Națională, Boekarest Toeschouwers: 45.318 Scheidsrechter: Luca Pairetto (ITA) Video-assistent: Paolo Mazzoleni (ITA) |
| 18 november UEFA Nations League Groep C2 № 758 «onderlinge duels» 21:45 uur (UTC+2) | Daniel Bîrligea 2' Răzvan Marin 42' Răzvan Marin 80' Florinel Coman 83' |       | 52' Ioannis Pittas | Arena Națională, Boekarest Toeschouwers: 45.318 Scheidsrechter: Luca Pairetto (ITA) Video-assistent: Paolo Mazzoleni (ITA) |

### 2025
|                                                                             |          |                   |                       | |
| 21 maart WK-kwalificatie Groep H № 759 «onderlinge duels» 21:45 uur (UTC+2) | Roemenië | 0 – 1             | Bosnië en Herzegovina | Arena Națională, Boekarest Toeschouwers: 49.413 Scheidsrechter: Danny Makkelie (NED) Video-assistent: Rob Dieperink (NED) |
| 21 maart WK-kwalificatie Groep H № 759 «onderlinge duels» 21:45 uur (UTC+2) |          | 14' Armin Gigović |                       | Arena Națională, Boekarest Toeschouwers: 49.413 Scheidsrechter: Danny Makkelie (NED) Video-assistent: Rob Dieperink (NED) |

|                                                                             |                     |       | | |
| 24 maart WK-kwalificatie Groep H № 760 «onderlinge duels» 20:45 uur (UTC+1) | San Marino          | 1 – 5 | Roemenië | Stadio Olimpico, Serravalle Toeschouwers: 3.556 Scheidsrechter: Damian Sylwestrzak (POL) Video-assistent: Piotr Lasyk (POL) |
| 24 maart WK-kwalificatie Groep H № 760 «onderlinge duels» 20:45 uur (UTC+1) | Samuele Zannoni 67' |       | 6' (e.d.) Michele Cevoli 44' Mihai Popescu 55' (pen.) Răzvan Marin 75' (pen.) Ianis Hagi 90+4' Denis Alibec | Stadio Olimpico, Serravalle Toeschouwers: 3.556 Scheidsrechter: Damian Sylwestrzak (POL) Video-assistent: Piotr Lasyk (POL) |

|                                                                           |            |   |          |                                                                        |
| 7 juni WK-kwalificatie Groep H № 761 «onderlinge duels» 20:45 uur (UTC+2) | Oostenrijk | – | Roemenië | Ernst Happelstadion, Wenen Toeschouwers: n.n.b. Scheidsrechter: n.n.b. |
| 7 juni WK-kwalificatie Groep H № 761 «onderlinge duels» 20:45 uur (UTC+2) |            |   |          | Ernst Happelstadion, Wenen Toeschouwers: n.n.b. Scheidsrechter: n.n.b. |

|                                                                            |          |   |        |                                                                        |
| 10 juni WK-kwalificatie Groep H № 762 «onderlinge duels» 21:45 uur (UTC+3) | Roemenië | – | Cyprus | Arena Națională, Boekarest Toeschouwers: n.n.b. Scheidsrechter: n.n.b. |
| 10 juni WK-kwalificatie Groep H № 762 «onderlinge duels» 21:45 uur (UTC+3) |          |   |        | Arena Națională, Boekarest Toeschouwers: n.n.b. Scheidsrechter: n.n.b. |

|                                                                       |          |   |        |                                                    |
| 5 september Vriendschappelijk № 763 «onderlinge duels» n.n.b. (UTC+3) | Roemenië | – | Canada | n.n.b. Toeschouwers: n.n.b. Scheidsrechter: n.n.b. |
| 5 september Vriendschappelijk № 763 «onderlinge duels» n.n.b. (UTC+3) |          |   |        | n.n.b. Toeschouwers: n.n.b. Scheidsrechter: n.n.b. |

|                                                                                |        |   |          |                                                    |
| 9 september WK-kwalificatie Groep H № 764 «onderlinge duels» 21:45 uur (UTC+3) | Cyprus | – | Roemenië | n.n.b. Toeschouwers: n.n.b. Scheidsrechter: n.n.b. |
| 9 september WK-kwalificatie Groep H № 764 «onderlinge duels» 21:45 uur (UTC+3) |        |   |          | n.n.b. Toeschouwers: n.n.b. Scheidsrechter: n.n.b. |

|                                                                     |          |   |          |                                                    |
| 9 oktober Vriendschappelijk № 765 «onderlinge duels» n.n.b. (UTC+3) | Roemenië | – | Moldavië | n.n.b. Toeschouwers: n.n.b. Scheidsrechter: n.n.b. |
| 9 oktober Vriendschappelijk № 765 «onderlinge duels» n.n.b. (UTC+3) |          |   |          | n.n.b. Toeschouwers: n.n.b. Scheidsrechter: n.n.b. |

|                                                                               |          |   |            |                                                    |
| 12 oktober WK-kwalificatie Groep H № 766 «onderlinge duels» 21:45 uur (UTC+3) | Roemenië | – | Oostenrijk | n.n.b. Toeschouwers: n.n.b. Scheidsrechter: n.n.b. |
| 12 oktober WK-kwalificatie Groep H № 766 «onderlinge duels» 21:45 uur (UTC+3) |          |   |            | n.n.b. Toeschouwers: n.n.b. Scheidsrechter: n.n.b. |

|                                                                                |                       |   |          |                                                    |
| 15 november WK-kwalificatie Groep H № 767 «onderlinge duels» 20:45 uur (UTC+1) | Bosnië en Herzegovina | – | Roemenië | n.n.b. Toeschouwers: n.n.b. Scheidsrechter: n.n.b. |
| 15 november WK-kwalificatie Groep H № 767 «onderlinge duels» 20:45 uur (UTC+1) |                       |   |          | n.n.b. Toeschouwers: n.n.b. Scheidsrechter: n.n.b. |

|                                                                                |          |   |            |                                                    |
| 18 november WK-kwalificatie Groep H № 768 «onderlinge duels» 20:45 uur (UTC+1) | Roemenië | – | San Marino | n.n.b. Toeschouwers: n.n.b. Scheidsrechter: n.n.b. |
| 18 november WK-kwalificatie Groep H № 768 «onderlinge duels» 20:45 uur (UTC+1) |          |   |            | n.n.b. Toeschouwers: n.n.b. Scheidsrechter: n.n.b. |

FRF · A-internationals · Selecties · Bondscoaches · Statistieken · Roemeens vrouwenelftal · Olympisch elftal · Roemenië U21 · Roemenië U20 · Roemenië U19 · Roemenië U18 · Roemenië U17 · Roemenië U16
1922 – 1929 · 
1930 – 1939 · 
1940 – 1949 · 
1950 – 1959 · 
1960 – 1969 · 
1970 – 1979 · 
1980 – 1989 · 
1990 – 1999 · 
2000 – 2009 · 
2010 – 2019 · 
2020 – 2029
EK's: 1984 · 
1996 · 
2000 · 
2008 · 
2016 · 
2024
WK's: 1930 · 
1934 · 
1938 · 
1970 · 
1990 · 
1994 · 
1998
OS: 1924 · 
1952 · 
1964 · 
2020
1922 · 
1923 · 
1924 · 
1925 · 
1926 · 
1927 · 
1928 · 
1929 · 
1930 · 
1931 · 
1932 · 
1933 · 
1934 · 
1935 · 
1936 · 
1937 · 
1938 · 
1939 · 
1940 · 
1941 · 
1942 · 
1943 · 
1944 · 
1945 · 
1946 · 
1947 · 
1948 · 
1949 · 
1950 · 
1952 · 
1952 · 
1953 · 
1954 · 
1955 · 
1956 · 
1957 · 
1958 · 
1959 · 
1960 · 
1961 · 
1962 · 
1963 · 
1964 · 
1965 · 
1966 · 
1967 · 
1968 · 
1969 · 
1970 · 
1971 · 
1972 · 
1973 · 
1974 · 
1975 · 
1976 · 
1977 · 
1978 · 
1979 · 
1980 · 
1981 · 
1982 · 
1983 · 
1984 · 
1985 · 
1986 · 
1987 · 
1988 · 
1989 · 
1990 · 
1991 · 
1992 · 
1993 · 
1994 · 
1995 · 
1996 · 
1997 · 
1998 · 
1999 · 
2000 · 
2001 · 
2002 · 
2003 · 
2004 · 
2005 · 
2006 · 
2007 · 
2008 · 
2009 · 
2010 · 
2011 · 
2012 · 
2013 · 
2014 · 
2015 ·
2016 ·
2017 ·
2018 ·
2019 ·
2020 ·
2021 ·
2022 ·
2023
Albanië ·
Algerije ·
Andorra ·
Argentinië ·
Armenië ·
Australië ·
Azerbeidzjan ·
België ·
Bolivia ·
Bosnië en Herzegovina ·
Brazilië ·
Bulgarije ·
Chili ·
China ·
Colombia ·
Congo-Kinshasa ·
Cuba ·
Cyprus ·
DDR ·
Denemarken ·
Duitsland ·
Ecuador ·
Egypte ·
Engeland ·
Estland ·
Faeröer ·
Finland ·
Frankrijk ·
Georgië ·
Griekenland ·
Honduras ·
Hongarije ·
Ierland ·
IJsland ·
Irak ·
Iran ·
Israël ·
Italië ·
Ivoorkust ·
Japan ·
Joegoslavië ·
Kameroen ·
Kazachstan · 
Kosovo · 
Kroatië ·
Letland ·
Liechtenstein ·
Litouwen ·
Luxemburg ·
Malta ·
Marokko ·
Mexico ·
Moldavië ·
Montenegro ·
Nederland ·
Nigeria ·
Noord-Ierland ·
Noord-Macedonië ·
Noorwegen ·
Oekraïne ·
Oostenrijk ·
Paraguay ·
Peru ·
Polen ·
Portugal ·
Rusland ·
San Marino ·
Schotland ·
Servië ·
Slovenië ·
Slowakije ·
Sovjet-Unie ·
Spanje ·
Trinidad en Tobago ·
Tsjechië ·
Tsjecho-Slowakije ·
Tunesië ·
Turkije ·
Turkmenistan ·
Uruguay ·
Verenigde Arabische Emiraten ·
Verenigde Staten ·
Wales ·
Wit-Rusland ·
Zuid-Korea ·
Zweden ·
Zwitserland
Albanië (2016) · 
Frankrijk (2008) · 
Frankrijk (2016) · 
Italië (2008) · 
Nederland (2008) · 
Zwitserland (2016)
CONMEBOL: Argentinië · Bolivia · Brazilië · Chili · Colombia · Ecuador · Paraguay · Peru · Uruguay · Venezuela

UEFA: Albanië · Andorra · Armenië · Azerbeidzjan · België · Bosnië en Herzegovina · Bulgarije · Cyprus · Denemarken · Duitsland · Engeland · Estland · Faeröer · Finland · Frankrijk · Georgië · Gibraltar · Griekenland · Hongarije · IJsland · Ierland · Israël · Italië · Kazachstan · Kosovo · Kroatië · Letland · Liechtenstein · Litouwen · Luxemburg · Malta · Moldavië · Montenegro · Nederland · Noord-Ierland · Noord-Macedonië · Noorwegen · Oekraïne · Oostenrijk · Polen · Portugal · Roemenië · Rusland · San Marino · Schotland · Servië · Slovenië · Slowakije · Spanje · Tsjechië · Turkije · Wales · Wit-Rusland · Zweden · Zwitserland

AFC: Australië · China · Irak · Iran · Japan · Libanon · Oezbekistan · Oman · Qatar · Saoedi-Arabië · Syrië · Verenigde Arabische Emiraten · Vietnam · Zuid-Korea

CAF: Algerije · Burkina Faso · Congo-Kinshasa · Egypte · Ghana · Ivoorkust · Kaapverdië · Kameroen · Mali · Marokko · Nigeria · Senegal · Tunesië · Zuid-Afrika

CONCACAF: Canada · Costa Rica · Curaçao · El Salvador · Honduras · Jamaica · Mexico · Panama · Suriname · Verenigde Staten

OFC: Nieuw-Zeeland